# Bruce Scholtz
Bruce Scholtz (La Grange, 26 settembre 1958) è un ex giocatore di football americano statunitense che ha giocato nel ruolo di linebacker nella National Football League (NFL). Fu scelto nel corso del secondo giro (33º assoluto) del Draft NFL 1982 dai Seattle Seahawks. Al college giocò a football coi Texas Longhorns.

## Carriera professionistica
Scholtz fu scelto nel corso del secondo nel Draft 1982 dai Seattle Seahawks. Rimase con la franchigia per sette stagioni disputando 96 partite con 9,5 sack e 5 intercetti, ritornandoli per 64 yard e un touchdown. L'ultima stagione della carriera la trascorse nel 1989 con i New England Patriots scendendo in campo in otto gare.

## Vittorie e premi
Nessuno

## Statistiche
| Partite totali | 104 |
| Sack           | 9,5 |
| Intercetti     | 5   |